# Philipp Hirshhorn
Philipp Hirshhorn, ook wel Philippe Hirschhorn (Riga (Letse SSR), 11 juni 1946 – Brussel, 26 november 1996) was een Sovjet violist.

## Biografie
Philippe Hirschhorn studeerde aan het conservatorium van Riga onder anderen bij prof. Waldemar Sturestep. Hij zette zijn vioolstudie voort aan het Conservatorium van Leningrad (het tegenwoordige Sint-Petersburg) bij prof. Michael Vaiman.
Internationaal bekend werd Hirschhorn toen hij in 1967, op de leeftijd van 21 jaar, de eerste prijs bij de Koningin Elisabethwedstrijd voor viool won. Tijdens de finale speelde hij het eerste vioolconcert van Paganini. Reeds twee jaren eerder in 1965 ontving hij de tweede prijs bij het Concorso internazionale di violino "Niccolò Paganini". Hij was een uitmuntende violist met een weergaloze techniek en bezat een diepdoorvoelde muzikaliteit. Toch kreeg hij nooit wereldwijde aandacht. Hij sloeg een aanbod van Herbert von Karajan af omdat hij niet geloofde in dat muzieksysteem. De paar opnames die hij maakte representeren zijn technische en muzikale kunnen. 
In 1989 en 1993 was Hirschhorn zelf lid van de jury van de Koning Elisabethwedstrijd voor viool.
Hirschhorn nam deel aan de muziekfestivals van onder andere Luzern, Lockenhaus, Granada, Brescia-Bergamo, Berlijn, Sleeswijk-Holstein en trad op met onder andere het London Symphony Orchestra, het Royal Philharmonic Orchestra en de Wiener Symphoniker.
Hij speelde samen met onder andere Elisabeth Leonskaya, Martha Argerich, Pavel Gililov, David Geringas, Olga Martinova, Mischa Maisky, Gidon Kremer, Zino Vinnikov, Hans Mannes, Gerhard Oppitz, Ronald Brautigam en Brigitte Engerer. Vanaf 1973 woonde hij in België en hij nam ook de Belgische nationaliteit aan.
Hirschhorn overleed op 50-jarige leeftijd in Brussel aan de gevolgen van een hersentumor. Hij werd begraven op de Begraafplaats van Dieweg te Ukkel, een gemeente van het Brussels Hoofdstedelijk Gewest. Deze begraafplaats werd in 1945 gesloten voor nieuwe graven. Koningin Fabiola verzocht de begraafplaats om een uitzondering te maken voor de violist. 
Hirschhorn had vele leerlingen en doceerde een tijdlang aan het Utrechts Conservatorium alsmede aan het Koninklijk Conservatorium Brussel. Hij was onder andere leraar van Philippe Graffin, Janine Jansen, Liza Ferschtman en Adriaan Stoet.